# لا لند-له-مورس
لا لند-له-مور (تلفظ در فرانسوی: [la lɔ̃d le mɔʁ]؛ اکسیتان: La Lònda dei Mauras) یک کمون در شهرستان ور در ناحیه پروانس-آلپ-کوت دازور در جنوب شرقی فرانسه است.

## جمعیت
| جمعیت تاریخی | جمعیت تاریخی | جمعیت تاریخی |
| ------------ | ------------ | ------------ |
| سال          | جمعیت        | ±%           |
| ۱۹۶۸         | ۳٬۹۵۶        | —            |
| ۱۹۷۵         | ۳٬۹۳۷        | ۰٫۵٪−        |
| ۱۹۸۲         | ۵٬۱۸۴        | ۳۱٫۷٪+       |
| ۱۹۹۰         | ۷٬۱۵۱        | ۳۷٫۹٪+       |
| ۱۹۹۹         | ۸٬۷۴۹        | ۲۲٫۳٪+       |
| ۲۰۰۷         | ۱۰٬۰۴۳       | ۱۴٫۸٪+       |
| ۲۰۱۲         | ۹٬۱۱۶        | ۹٫۲٪−        |
| ۲۰۱۷         | ۱۰٬۲۹۷       | ۱۳٪+         |
| منبع: INSEE  |              |              |